# Turtle F2F
Turtle (с англ. — «черепаха») — проект по созданию свободной одноранговой (пиринговой, peer-to-peer, p2p) анонимной сети, разрабатываемый Амстердамским свободным университетом. Сеть Turtle, как и другие одноранговые анонимные сети, позволяет пользователям общаться и обмениваться файлами без опасения сетевой цензуры или легального преследования. Анонимность этой сети подтверждается двумя исследованиями (см. раздел ссылки).

## Архитектура
Технически, Turtle является сетью friend-to-friend — разновидностью одноранговой сети, в которой всё взаимодействие происходит с «друзьями», далее с их «друзьями» и т. д.
Основная идея создателей Turtle — использование имеющихся доверительных отношений между пользователями. В отличие от других одноранговых сетей сеть Turtle не позволяет неизвестным узлам (node) подключаться к сети и обмениваться информацией. Вместо этого узел устанавливает ограниченное количество безопасных соединений с другими узлами, которые находятся под управлением людей, которым он доверяет (друзей). Запросы и результаты поиска последовательно передаются от узла к узлу, в результате чего обмен информацией происходит между людьми которые доверяют друг другу, и только в зашифрованном виде. Благодаря такой архитектуре, недоброжелатели не могут определить, какой именно информацией или файлами обмениваются участники сети, кто является источником и т. д.